# József Nagy (lekkoatleta)
József Nagy (ur. 2 listopada 1881 w Sárkeresztúr, zm. 27 października 1952 w Balatonszepezd) – węgierski lekkoatleta specjalizujący się w biegach sprinterskich i średniodystansowych, uczestnik letnich igrzysk olimpijskich w Londynie (1908), brązowy medalista olimpijski w sztafecie olimpijskiej (200 m - 200 m - 400 m - 800 m).
W 1908 r. reprezentował Królestwo Węgier na letnich igrzyskach olimpijskich w Londynie, zdobywając brązowy medal w sztafecie olimpijskiej (200 m - 200 m - 400 m - 800 m). Startował również w eliminacjach biegów na 400, 800 i 1500 metrów, nie zdobywając awansu do finału w żadnej z tych konkurencji.
Był wielokrotnym mistrzem Królestwa Węgier, m.in. dwukrotnie w biegu na 440 jardów (1903, 1904), trzykrotnie w biegu na 880 jardów (1904, 1905, 1908) oraz trzykrotnie w biegu na 1 milę (1903, 1904, 1909).
Rekordy życiowe:
- bieg na 400 metrów – 50,6 (1908)
- bieg na 800 metrów – 2:02,4 (1908)
- bieg na 1500 metrów – 4:19.6 (1908)